# Dune du Pilat

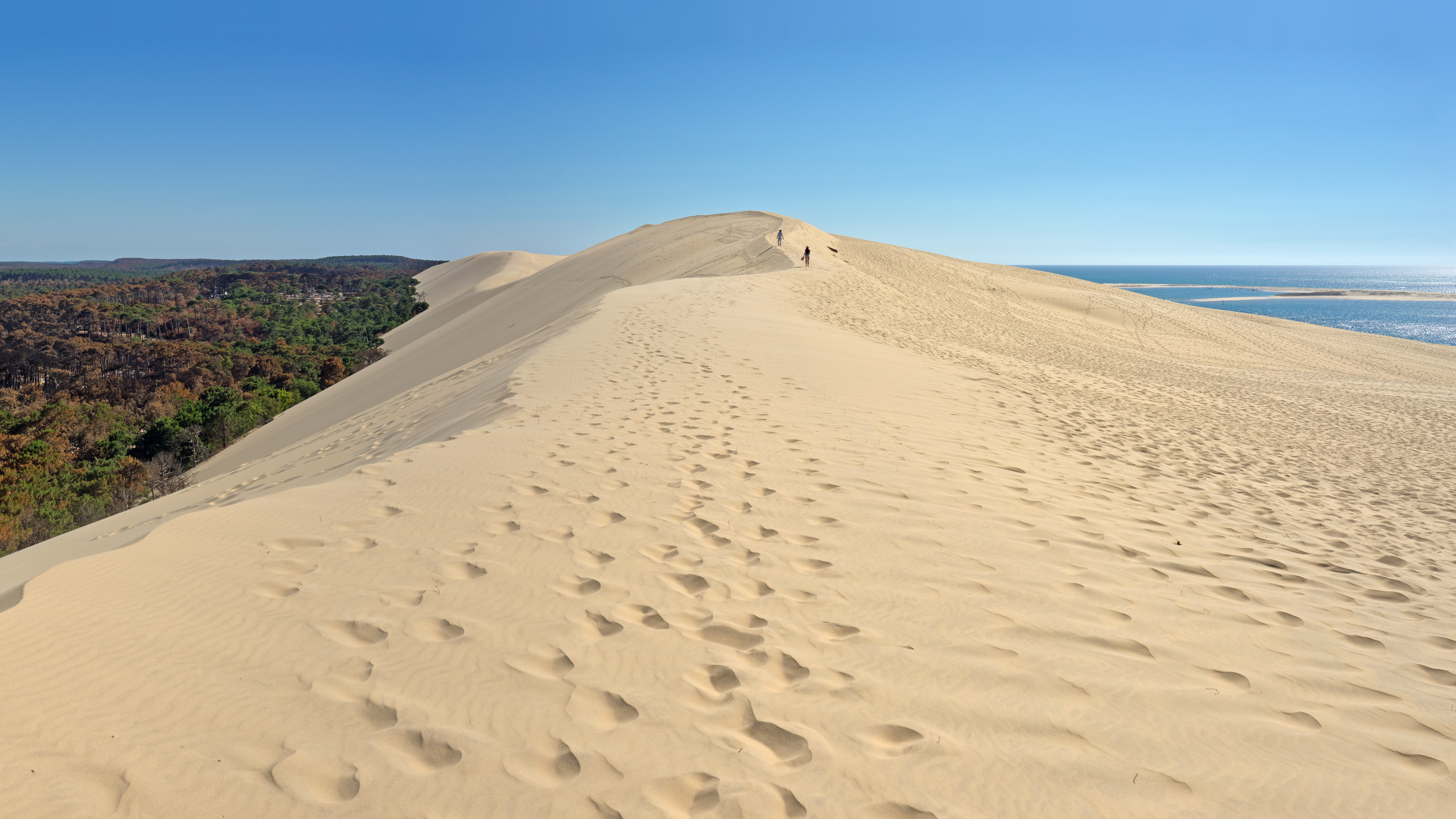
Auf der Dune du Pilat

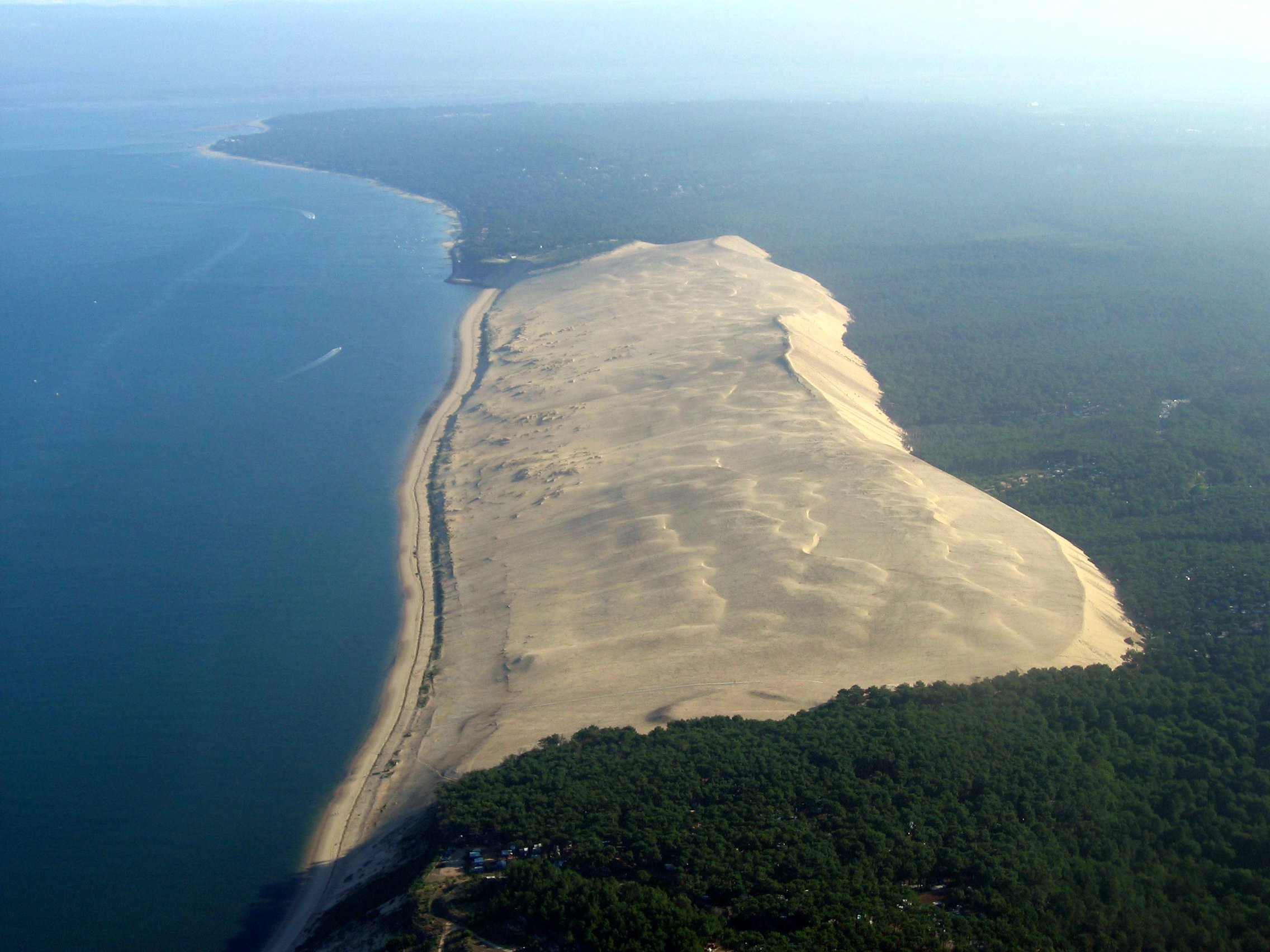
Dune du Pilat aus der Luft

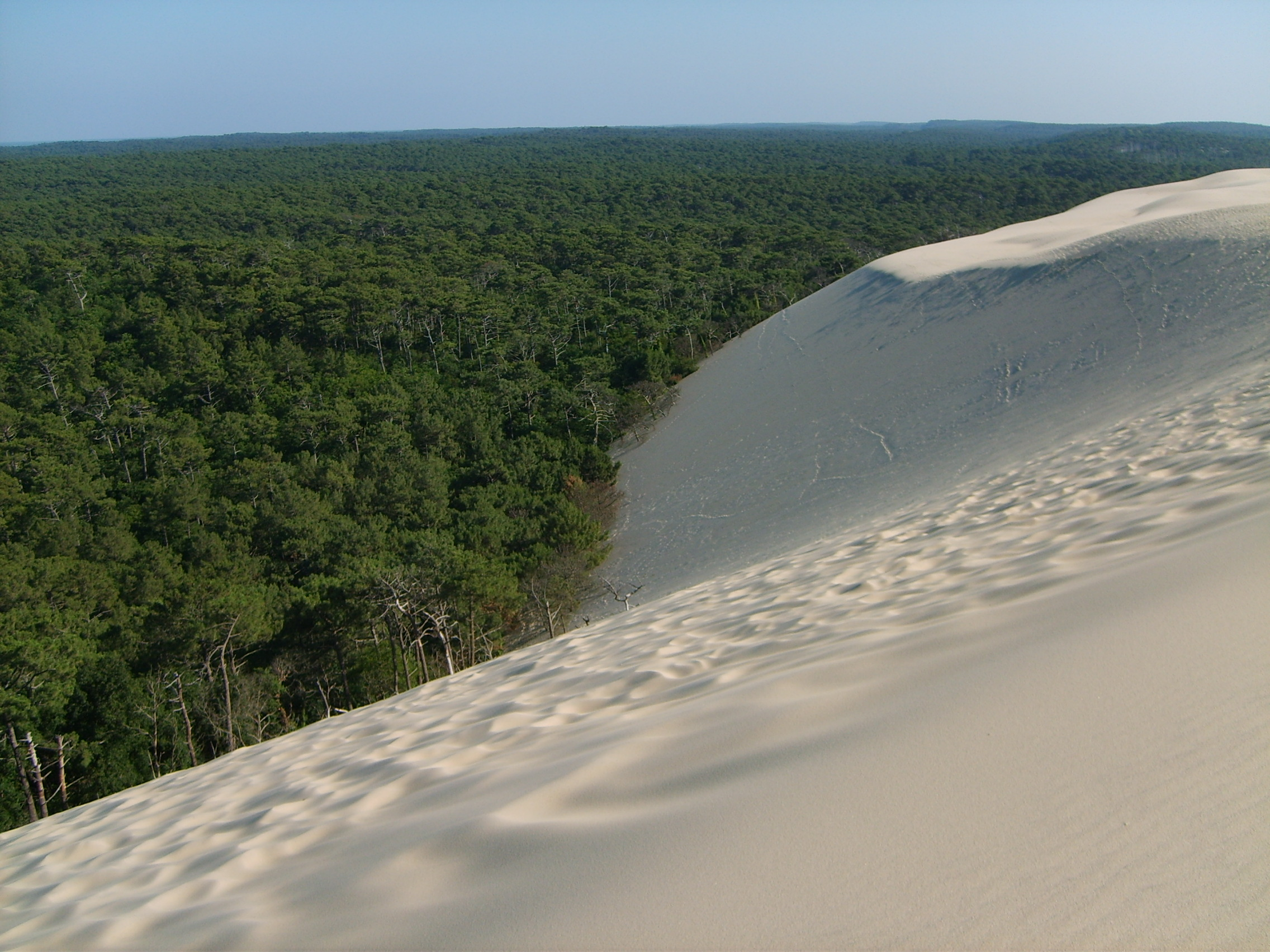
Dune du Pilat mit Wald

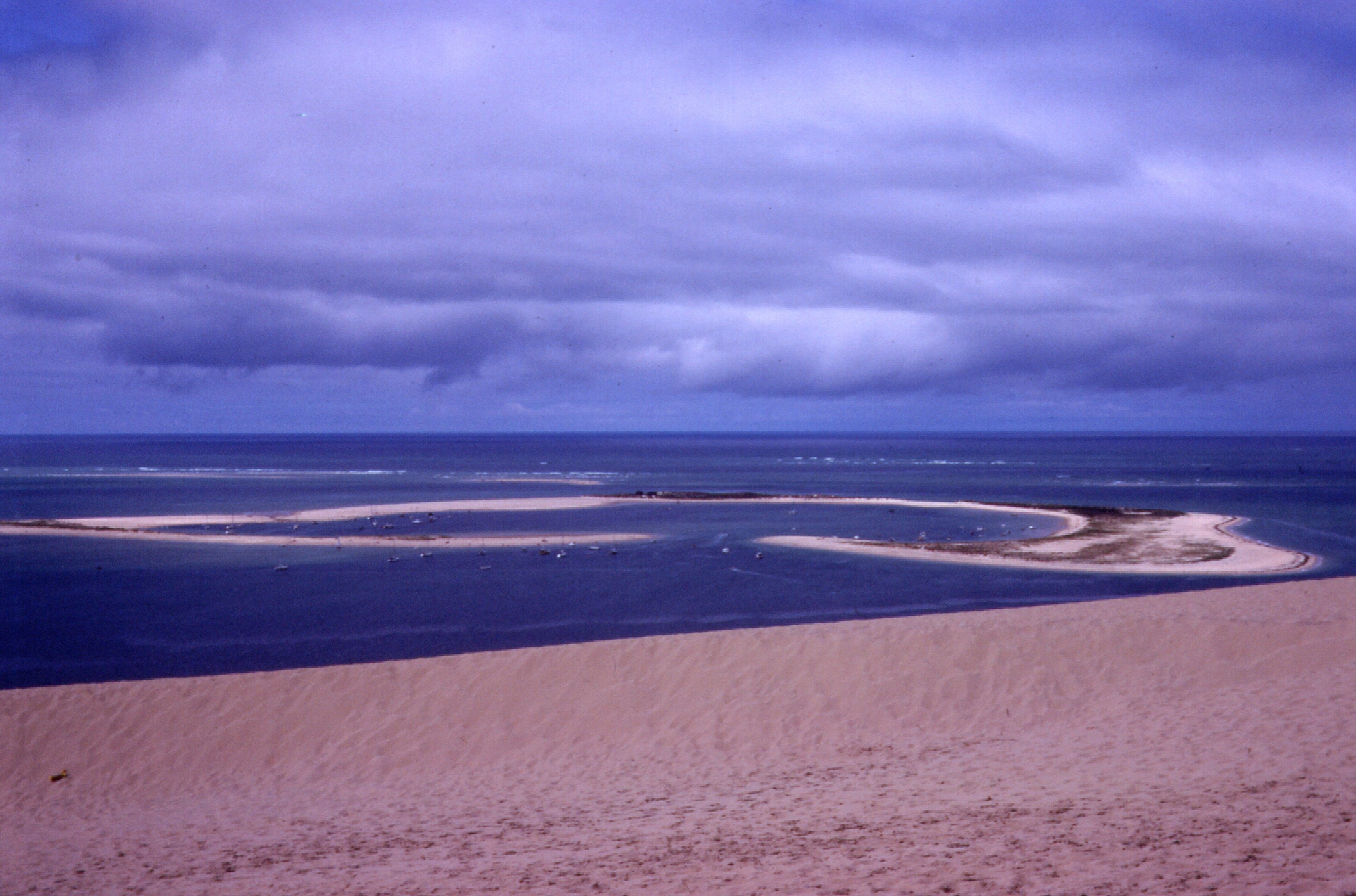
Blick von der Dune du Pilat auf den Atlantik

Die Dune du Pilat (auch Grande Dune du Pilat) an der Atlantikküste bei Arcachon (Frankreich) ist die höchste Wanderdüne Europas.
Sie hat einen Nord-Süd-Verlauf und ist bis zu 110 Meter hoch (81 Meter laut SRTM-Daten), 500 Meter breit, etwa 2,7 Kilometer lang (geschätztes Volumen 60 Millionen Kubikmeter) und liegt an der Meeresöffnung des Bassin d’Arcachon, südlich des Städtchens Arcachon und des Vorortes Pyla sur Mer, gegenüber von Cap Ferret. Auf der Westseite (zum Meer) hat sie eine Steigung von zwischen 5° und 20°, die Ostseite fällt stark ab (30° bis 40°).
Die Düne hat eine reine Sandfläche von 135 Hektar, der umliegende Wald etwa 4000 Hektar.
Da diese Gegend von großem ökologischem Interesse ist, wurde sie 1978 zum Naturschutzgebiet erklärt. Sie ist auch Uferzone des Meeresnaturparks Bassin d’Arcachon.

## Geschichte
Das Meer, der Wind, die Strömungen, Stürme und Gezeiten sowie letztlich auch der Mensch trugen zur Entwicklung der Düne bei. Ihre innere Struktur verrät ihre lange Evolution, die sich über etwa 18.000 Jahre zurückführen lässt. Die verschiedenen aufeinander folgenden Klimata und Vegetationen lassen sich im Inneren ablesen.
Das Meeresniveau lag vor 18.000 Jahren 120 Meter unter dem heutigen. Am damaligen Strand legten sich Schotter, verschiedene Arten Sand und Kies ab. Als dann mit dem Ende der letzten Kaltzeit die Schnee- und Eisschmelze begann, in deren Folge der Meeresspiegel stieg, bedeckte er diese Materialien. In der folgenden Periode ließ das Meer feine Sedimente an den Küsten zurück. Starke Winde wirbelten diese auf und wehten sie an höher gelegene Landebenen. Die Dune du Pilat entstand damals durch die Überlagerung zweier Dünensysteme: Barchane und Parabeldünen.
Die ersten grundlegenden Forschungen fanden im Jahr 2000 statt, als Teile der Düne wegen Wind und Gezeiten erodierten. Man konnte vier verschiedene Schichten erkennen und untersuchen:
1. Es fanden sich graue silikatartige, organische und eisenhaltige Steine sowie Torf, Stämme und Äste, die sich in ausgezeichnet konserviertem Zustand befanden. Über eine Untersuchung der Pollen konnten die Wissenschaftler bestimmen, dass Pinien, Haselsträucher, Erlen, Birken und Weiden dieses sumpfige Gebiet bedeckten. Auf gleicher Höhe, das heißt einen Meter vom Strand, kann man Süßwasser zu Tage treten sehen. Es ist Grundwasser, das bei Niedrigwasser in den Ozean fließt.
2. Die zweite Schicht befindet sich vier Meter oberhalb des Meeresspiegels. 4000 vor Christus transportierten starke Winde feinen Sand zu diesem Wald. Einige kleine Dünen zeichnen sich ab. Weiter im Landesinneren muss es Sümpfe und einen Teich gegeben haben.
3. Die dritte Schicht (20 bis 40 Meter) besteht aus Parabeldünen. In ihnen fand man Feuersteinwerkzeuge, die auf etwa 1000 vor Christus datiert werden, sowie Tongeschirr und Münzen aus dem Mittelalter.
4. Die vierte Schicht zeigt die Bedeckung der Parabeldünen mit den Barchanen (auch sichelförmig, jedoch zeigen die Enden zum Wind). Im 18. Jahrhundert war die Hafeneinfahrt zum Becken von Arcachon mit Inseln blockiert; das nordwestlich gelegene Cap Ferret rückte um mehr als 4000 Meter langsam nach Süden vor, was mit dazu beitrug, dass die Düne sich so formieren konnte, wie sie sich heute darstellt.

Ende des 18. und Anfang des 19. Jahrhunderts war es die Verlängerung nach Süden des Cap Ferret, die gleichzeitige Versetzung der Banc d’Arguin nach Südosten, die das Becken von Arcachon mit dem Ozean verband. Dies verstärkte das Fortschreiten der Küstenerosion durch die Wellen und Gezeiten, die große Mengen an Sand freisetzte, die von den Westwinden aufgenommen wurden und zur Schaffung der großen stabförmigen Düne beitrug, die man „de la grave“ nannte. Die Meeresströmung höhlte also den Küstenverlauf aus und stellte so die Sandmengen zur Verfügung, die die Parabeldünen bedeckten. Ende des 19. Jahrhunderts betrug die Höhe der Düne 80 Meter.
Die starken Winde transportierten weiterhin kubikmeterweise erodierten Sand zur Düne, ließen sie auf 118 Meter anwachsen und trieben sie so in unterschiedlicher Geschwindigkeit (zwischen einem und fünf Meter pro Jahr) nach Osten.
Heutzutage ist die vom Wind transportierte Sandmenge geringer, die Düne verliert deshalb an Höhe; aber die Gezeiten, die Erosion und der Wind tragen dazu bei, dass weiter südlich auf der Höhe des Campingplatzes Petit-Nice eine neue Düne entsteht.
1994 entschied die Gemeinde La Teste-de-Buch, den nördlichen Teil der Düne zu stabilisieren. Man änderte mit Planierraupen das Profil der Düne, stellte kleine Palisadenzäune auf und pflanzte Ginsterarten, Sträucher und Pinien. Nach fünf Jahren zeigte sich, dass dieses Projekt Erfolg hatte. Die Vegetation hatte die Düne am nördlichen Teil gefestigt und sie auf ihrem Weg zu den Häusern aufgehalten.
Im Gegensatz dazu gelangt eine Menge Sand an den südlichen Teil. Die Düne ist sehr aktiv. Es entstand eine Bresche, durch die der Wind pfeift und die 1994 aufgestellten Zäune zerstörte. Dort verschlingt die Düne weiterhin ungehindert den hinter ihr liegenden Wald.

## Tourismus
Heute besuchen jedes Jahr deutlich mehr als eine Million Touristen die Düne. Sie gilt damit als das Naturdenkmal mit den zweitmeisten Besuchern in Frankreich, nach dem Mont-Saint-Michel in der Normandie. Über die steile Ostflanke kann man durch den tiefen Sand auf den Gipfelkamm klettern, ebenso über eine Treppe an der nordöstlichen Ecke. Der Sockel der Düne ist größtenteils von Kiefernwald bedeckt. Die Touristenattraktion ist auf der Rückseite mit Parkplätzen und drei direkt angrenzenden Campingplätzen erschlossen. Der Blick von der Düne über das Becken von Arcachon, die Halbinsel Lège-Cap-Ferret mit dem dahinter liegenden Atlantik sowie die weiten See-Kiefernwälder der Landes de Gascogne ist den Aufstieg wert. Am meerseitigen Hang finden sich viele Gleitschirm- und Drachenflieger. 2013 fand nach 3 Jahren Pause wieder das Wagas Festival an der Düne statt. Dabei wird Gleitschirmakrobatik bodennah, oft mit Berührung des Bodens, geflogen.
Im Sommer 2022 zerstörte ein Waldbrand große Teile des umliegenden Waldes und 5 Campingplätze. Die Gemeinde La-Teste-de-Buch organisierte die Evakuierung des Gebiets.  Dies war ein schwerer Schlag für den dortigen Tourismus und beendete die Sommersaison 2022.

## Bunkeranlage
Auf der nördlichen Seite der Dune du Pilat finden sich Luftschutzbunker der ehemaligen deutschen 286. Marineartillerie-Anlage, die um 1944 auf der Düne gebaut wurden. Im Laufe der Jahre sind sie abgerutscht oder wurden immer mehr mit Sand bedeckt. Südlich der Düne liegen mehrere Bunker bereits vollständig unter der Wasseroberfläche.